# Kim Hye-jin
Kim Hye-jin (28 de febrero de 1975) es una actriz surcoreana. Conocida por su papel en la serie de televisión Iris (2009).

## Carrera
Debutó en 1996 como modelo y un año después como actriz, posteriormente debutando en 1998 como actriz musical.

## Filmografía

### Series de televisión
- 2021 《Under Cover》- Jung-hee

### Cine
- 2004 《Some》 -  mujer 1
- 2008 《Scandal Makers》 - reportera
- 2009 《Flight 》 -Seong-ju
- 2009 《Flipping》
- 2010 《Iris: la película》 - reparto
- 2014 《Bruja》 - reparto
- 2016 《Malice》 - reparto

### Vídeos musicales
2004 : Lyn - 사랑했잖아
2007 : Oh Yoon Hye - I wish
2009 : 노이즈 - 사랑만사